# 第十二届汉语桥世界大学生中文比赛
第十二届汉语桥世界大学生中文比赛在2013年7月到8月由孔子学院总部、中国国家汉办、湖南省教育厅、湖南广播电视台、国际汉语言文化传播基地一同主办，主题是“我的中国梦”，本次比赛有全球77个国家的123名选手参加。

## 概述
本届汉语桥在7月6日开幕。

## 特色
本届汉语桥和以前不同，比赛选手将从五大洲进行分组，最终选出总冠军1名，洲冠军5名，一等奖4名，二等奖5名，三等奖15名，单项奖15名和优秀奖。

## 评委
| 名字            | 概述                               | 备注 |
| --------------- | ---------------------------------- | ---- |
| 徐莉            | 中国中央电视台中文国际频道女主持人 |      |
| 朱力安          | 法国在华男主持人。                 |      |
| 郦波            | 南京师范大学教授。                 |      |
| 玛琳娜·吉布拉泽 | 格鲁吉亚汉学家。                   |      |
| 金江            | 澳大利亚汉学爱好者。               |      |
| 简·苏珊         | 美国戏剧研究家。                   |      |

## 日程
| 时间    | 国家           | 备注 |
| ------- | -------------- | ---- |
| 3月16日 | 英国区比赛     |      |
| 4月6日  | 德国区比赛     |      |
| 5月18日 | 法国区比赛     |      |
| 5月21日 | 俄罗斯区比赛   |      |
| 7月31日 | 中国长沙总比赛 |      |

## 赛程

### 十强
十强分别是：金恩智、贝乐泰、马正桦、索兰、傅大江，其他五名待出。